# 札幌市立月寒東小学校
札幌市立月寒東小学校（さっぽろしりつ つきさむひがししょうがっこう）は、北海道札幌市豊平区月寒東3条10丁目にある市立小学校。

## 沿革
- 1965年10月14日 - 校名を札幌市立月寒東小学校と制定。
- 1966年1月19日 - 札幌市立月寒小学校より分割し、月寒東小学校開校。開校式は玄関で執行。
- 1966年8月22日 - 給食開始。
- 1975年11月2日 - 校木制定。
- 1985年 - あやめ野小学校開校に伴い、学区の変更。
- 2011年 - 合唱団結成。
- 2015年3月 - 初代校舎とのお別れ式。新校舎完成までの間、プレハブの仮設校舎となる。
- 2016年8月 - 新校舎完成。11月に落成記念式典。
- 2018年8月 - 合唱団がNHK全国学校音楽コンクール札幌地区で、初の金賞を受賞。
- 2019年11月 - 合唱団が全日本合唱コンクール（全国大会）に、北海道支部代表として初出場し、全国銅賞。
- 2021年11月 - 合唱団が全日本合唱コンクールで、全国大会・金賞を受賞。

## 概要
校木はニレであり、校庭に植樹されている。
開校当初は、月寒小学校からの移籍した生徒のみで構成され、また、移籍した生徒は5年生以上であった。
学校目標は「やればできる！挑戦！」。

## 有名人
- 砂原良徳（ミュージシャン・元電気グルーヴ）
- 小長谷研二（2016年・リオデジャネイロ五輪の競泳男子４００メートルリレー代表)
- 水野滉也(元プロ野球選手)

## その他
- 2006年1月28日公開のスキージャンプ・ペア（スキージャンプ・ペア Road to TORINO 2006）では、北斗台小学校として、グラウンドをロケ地として使用。